# Bucekia turkomana
Bucekia turkomana är en stekelart som beskrevs av Nikol'skaya 1960. Bucekia turkomana ingår i släktet Bucekia och familjen bredlårsteklar.
Artens utbredningsområde är Turkmenistan. Inga underarter finns listade.